# National Society of Film Critics Awards 2024
La 58ª edizione dei National Society of Film Critics Awards, annunciati il 6 gennaio 2024, ha premiato i migliori film del 2023 secondo i membri della National Society of Film Critics (NSFC).

## Vincitori
A seguire vengono indicati i vincitori, in grassetto, e gli altri classificati, ciascuno col numero di voti ricevuti (tra parentesi):

### Miglior film
1. Past Lives, regia di Celine Song (51)
2. La zona d'interesse (The Zone of Interest), regia di Jonathan Glazer (49)
3. Oppenheimer, regia di Christopher Nolan (44)

### Miglior regista
1. Jonathan Glazer - La zona d'interesse (The Zone of Interest) (65)
2. Todd Haynes - May December (42)
3. Christopher Nolan - Oppenheimer (41)

### Miglior attore
1. Andrew Scott - Estranei (All of Us Strangers) (52)
2. Jeffrey Wright - American Fiction (39)
3. Cillian Murphy - Oppenheimer (29)

### Miglior attrice
1. Sandra Hüller - Anatomia di una caduta (Anatomie d'une chute) e La zona d'interesse (The Zone of Interest) (61)
2. Emma Stone - Povere creature! (Poor Things) (56)
3. Lily Gladstone - Killers of the Flower Moon (44)

### Miglior attore non protagonista
1. Charles Melton - May December (51)
2. (ex aequo) Robert Downey Jr. - Oppenheimer / Ryan Gosling - Barbie (31)

### Miglior attrice non protagonista
1. Da'Vine Joy Randolph - The Holdovers - Lezioni di vita (The Holdovers) (58)
2. Penélope Cruz - Ferrari (32)
3. Rachel McAdams - Ci sei Dio? Sono io, Margaret (Are You There God? It's Me, Margaret.) (23)

### Miglior sceneggiatura
1. Samy Burch - May December (53)
2. Celine Song - Past Lives (50)
3. David Hemingson - The Holdovers - Lezioni di vita (The Holdovers) (36)

### Miglior fotografia
1. Rodrigo Prieto - Killers of the Flower Moon (55)
2. Łukasz Żal - La zona d'interesse (The Zone of Interest) (45)
3. Hoyte van Hoytema - Oppenheimer (44)

### Miglior film in lingua straniera
1. Foglie al vento (Kuolleet lehdet), regia di Aki Kaurismäki (65)
2. La zona d'interesse (The Zone of Interest), regia di Jonathan Glazer (51)
3. Anatomia di una caduta (Anatomie d'une chute), regia di Justine Triet (44)

### Miglior documentario
1. Menus-Plaisirs - Les Troisgros, regia di Frederick Wiseman (65)
2. 20 Days in Mariupol, regia di Mstyslav Černov (25)
3. Kokomo City, regia di D. Smith (19)

### Miglior film sperimentale
- Film annonce du film qui n'existera jamais: «Drôles de guerres», regia di Jean-Luc Godard

### Film Heritage Award
- La Criterion collection, la cui «selezione di film ampia, avventurosa e ben curata, che spazia dal cinema indipendente americano a quello mondiale, dal cortometraggio fino alla Hollywood classica, rende fruibile a chiunque il tipo di programmazione da cineteca che ogni città dovrebbe avere»
- I videonoleggi Facets, Kim's Video, Scarecrow Video e Vidiots per «continuare a tenere aperti al pubblico i loro ampi cataloghi di film in supporto fisico»

### Miglior film in attesa di una distribuzione statunitense
- Cerrar los ojos, regia di Víctor Erice (Spagna)